# Aylmerton
Aylmerton är en ort och civil parish i Storbritannien.   Den ligger i grevskapet Norfolk och riksdelen England, i den sydöstra delen av landet, 180 km nordost om huvudstaden London. Aylmerton ligger 64 meter över havet och antalet invånare är 435.
Terrängen runt Aylmerton är platt. Havet är nära Aylmerton åt nordost. Runt Aylmerton är det ganska tätbefolkat, med 104 invånare per kvadratkilometer. Närmaste större samhälle är North Walsham, 13,9 km sydost om Aylmerton. Trakten runt Aylmerton består till största delen av jordbruksmark.